# Helluomorphoides diana
Helluomorphoides diana es una especie de escarabajo del género Helluomorphoides, tribu Helluonini, familia Carabidae. Fue descrita científicamente por Reichardt en 1974.
Habita en ecosistemas terrestres y se distribuye por América del Sur, en Perú.